# Гіллсайд (Нью-Йорк)
Гіллсайд (англ. Hillside) — переписна місцевість (CDP) в США, в окрузі Ольстер штату Нью-Йорк. Населення — 860 осіб (2020).

## Географія
Гіллсайд розташований за координатами 41°55′9″ пн. ш. 74°2′1″ зх. д. / 41.91917° пн. ш. 74.03361° зх. д. (41.919050, -74.033686).  За даними Бюро перепису населення США в 2010 році переписна місцевість мала площу 2,15 км², з яких 2,14 км² — суходіл та 0,01 км² — водойми.

## Демографія
Згідно з переписом 2010 року, у переписній місцевості мешкало 877 осіб у 331 домогосподарстві у складі 268 родин. Густота населення становила 409 осіб/км².  Було 343 помешкання (160/км²).
Расовий склад населення:
| - 93,5 % — білих - 3,1 % — азіатів - 1,7 % — чорних або афроамериканців |

До двох чи більше рас належало 0,8 %. Частка іспаномовних становила 3,4 % від усіх жителів.
За віковим діапазоном населення розподілялося таким чином: 20,6 % — особи молодші 18 років, 58,6 % — особи у віці 18—64 років, 20,8 % — особи у віці 65 років та старші. Медіана віку мешканця становила 48,6 року. На 100 осіб жіночої статі у переписній місцевості припадало 98,4 чоловіків;  на 100 жінок у віці від 18 років та старших — 98,9 чоловіків також старших 18 років.
Середній дохід на одне домашнє господарство  становив 131 369 доларів США (медіана — 96 563), а середній дохід на одну сім'ю — 144 719 доларів (медіана — 117 833). За межею бідності перебувало 2,3 % осіб, у тому числі 0,0 % дітей у віці до 18 років та 10,6 % осіб у віці 65 років та старших.
Цивільне працевлаштоване населення становило 450 осіб. Основні галузі зайнятості: освіта, охорона здоров'я та соціальна допомога — 33,6 %, фінанси, страхування та нерухомість — 17,1 %, будівництво — 9,8 %, публічна адміністрація — 9,1 %.